# Xiró Chorió
Xiró Chorió, en grec moderne : Ξηρό Χωριό, est un village du dème de Réthymnon, en Crète, en Grèce. Selon le recensement de 2011, la population de Xiró Chorió compte 221 habitants. Le village est situé à une altitude de 100 m et à 6 km de Réthymnon.